# Chaetophiloscia syriaca
Chaetophiloscia syriaca is een pissebed uit de familie Philosciidae. De wetenschappelijke naam van de soort is voor het eerst geldig gepubliceerd in 1949 door Verhoeff.